# CD Baza
Der Club Deportivo Baza war ein spanischer Fußballverein aus Baza in der autonomen Gemeinschaft Andalusien. Der Verein wurde 1940 gegründet und trug seine Heimspiele im Estadio Constantino Navarro aus, welches Platz für 4.500 Zuschauer bietet.
Der Verein spielte die ersten Jahre in den Regionalligen Spaniens und schaffte zur Saison 1980/81 erstmals den Aufstieg in die viertklassige Tercera División. In der Saison 1985/86 erreichte man als Tabellensiebter die Qualifikation für die Copa del Rey. Bis zur Saison 2004/05 verblieb der Verein in der Viert- und Fünftklassigkeit, ehe man als Meister der Tercera División – Gruppe 9 erstmals in die Segunda División B aufstieg und sich erneut für die Copa del Rey qualifizierte.  Dort scheiterte man erst in der vierten Runde mit 0:1 an Celta Vigo. In der Saison 2006/07 erreichte der CD Baza mit dem zwölften Tabellenplatz das beste Ergebnis der Vereinsgeschichte.
Im Jahr 2016 wurde der Klub aufgelöst und spaltete sich in die Vereine CD Atlético Baza 2016 und CD Ciudad de Baza C.Polideportivo 2017 auf.